# Operace CIA v Tibetu
Operace CIA v Tibetu (také známé jako Tibetský program) zahrnují dvacet let tajných operací CIA zaměřených proti vládě komunistické Číny. CIA zde prováděla propagandistické, paramilitární a výzvědné operace. Účelem bylo udržet při životě myšlenku autonomního Tibetu. Cílem operací bylo vyčerpávat zdroje Číny na okupaci Tibetu. CIA podporovala lokální odbojové skupiny, což vedlo k vytvoření paramilitární jednotky o síle až 2000 mužů u hranice s Nepálem. V šedesátých letech roční rozpočet CIA na operace v Tibetu činil přes milion dolarů.
Operace byly ukončeny poté, co americký prezident Richard Nixon v únoru 1972 na přelomové oficiální státní návštěvě Činy normalizoval diplomatické vztahy mezi zeměmi. Tibetský dalajláma následně kritizoval ukončení operací a Spojené státy americké.

## Pozadí
V říjnu 1950 armáda Čínské lidové republiky provedla invazi do Tibetu. V květnu 1951 došlo k podepsání Sedmnáctibodové dohody, která legitimizovala čínský nárok na Tibet, což vedlo k anexi území. V průběhu padesátých let se organizovalo a sílilo tibetské odbojové hnutí. To bylo sledováno a později (v duchu studené války) podporováno americkou CIA, která usilovala o podkopání komunistické Číny. CIA například organizovala výsadky specialistů, kteří prováděli výcvik odbojářů v boji s čínskou armádou. Naopak tibetská vláda, která byla formálně tolerovaná Čínou, odboj nepodporovala.

## Historie

### Špionáž (1951–1955)
V letech 1951 a 1952 si CIA začala připravovat půdu pro budoucí operace. Začala vytvářet síť spolehlivých kontaktů a sbírat informace. Na základě výzvědné činnosti zjistila, že se v Tibetu nachází deset až patnáct tisíc čínských vojáků. Dalším zjištěním byly informace o utváření se lokálních odbojových skupin. V září 1952 došlo podle dokumentů CIA k přerušení kontaktu s odbojovými skupinami kvůli dokončení převzetí kontroly čínské armády nad celým Tibetem. To znamenalo uzavření kanálů s Indií, která sloužila jako hlavní místní spojka pro Spojené státy americké a CIA. V roce 1953 CIA monitorovala stavební činnost čínské armády v Tibetu. Obávala se, že by vybudování vojenských a leteckých základen, mohlo být strategickou výhodou pro Čínu při případných útocích v regionu, zejména na Indii. Aktivity čínské armády ale podle dokumentů zdržoval dalajláma, jehož vládu se Čína formálně zavázala respektovat. V říjnu 1953 již činil počet čínských vojáků v Tibetu dvacet tisíc.

### Výcvik a podpora odbojových hnutí (1956–1972)
V únoru 1956 čínské jednotky zaútočily na kláštery a při útoku zabily tisíce mnichů a civilistů. To bylo přímou rozbuškou k povstání vedenému odbojovými skupinami. Odbojáři přepadli čínské administrativní budovy a zabíjeli také místní Chany. Čína v reakci utužila kontrolu nad Tibetem, což ale vedlo jen k dalším útokům odbojářů v roce 1957. Představitelé tibetského odboje si ale byli čím dál tím více vědomi, že sami uspět nemohou a začali hledat oporu v zahraničí. Gyalo Thondup, dalajlámův bratr, již měl navázány kontakty s USA a CIA, a fungoval jako hlavní spojka.
Během roku 1957 začala CIA finančně a výcvikem podporovat místní odbojové hnutí. CIA po několik měsíců cvičila odbojáře v boji s moderními zbraněmi, v partyzánském boji, špionáži a využívání kódované komunikace. Dvě stovky Tibeťanů byly vycvičeny také na základně USA Camp Hale v Coloradu, která byla umístěná v nadmořské výšce 2800 m, aby se aspoň přiblížila podmínkám v Tibetu. CIA zjistila, že nejvýhodnější je vycvičit nejvíce fundamentální buddhisty, kteří bytostně toužili bojovat proti komunistům, které považovali za ohrožení své víry. Obdobné praktiky CIA použila později v Afghánistánu (operace Cyclone). Ovšem již na konci padesátých let se v dokumentech CIA začaly objevovat propočty nákladům na operace oproti ziskům, což potvrzuje, že Američanům šlo spíše o boj s komunismem, než o upřímnou pomoc Tibeťanům. V březnu 1959 se uskutečnilo tzv. tibetské národní povstání, které stálo život přes osmdesát tisíc Tibeťanů. Dalajláma Tändzin Gjamccho opustil Lhasu a později se přesunul do exilu. Několik členů dalajlámovy eskorty bylo vycvičeno CIA.
CIA nadále rozvíjela taktiku, aby okupace Tibetu stála Čínu co nejvíce sil a prostředků. I proto vyhodnotili tibetské národní povstání jako úspěch. Při jeho potlačení už měla Čína v Tibetu šedesát tisíc vojáků, což bylo velmi nákladné. CIA propočítávala, kolik vojáků je schopna Čína logisticky zásobovat a jak tím vytíží a poničí tibetskou dopravní infrastrukturu.
Během šedesátých let CIA finančně a výcvikem nadále podporovala lokální odbojové hnutí, zejména organizaci Chushi Gangdruk, která čítala 2000 bojovníků. Ti útočili na čínské cíle v Tibetu zejména ze základen v Nepálu. CIA jim také pomáhala s logistikou zásobování a s přípravou útoků.

### Ukončení operace (1972)
V roce 1972 americký prezident Richard Nixon a jeho administrativa usilovali o normalizaci vztahů s Čínou. V rámci vyjednávání slíbil ukončení podpory tibetskému odboji. Odbojářům USA poskytly finanční dar na nákup půdy v Indii výměnou za příslib ukončení boje. Vedle toho USA ukončily vojenský výcvik i finanční podporu Tibeťanům.